# Lothar von Trotha

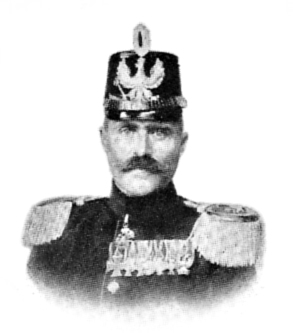
Lothar von Trotha en 1903 dans son uniforme du 9e bataillon de chasseurs à pied.

Adrian Dietrich Lothar von Trotha, né le 3 juillet 1848 à Magdebourg et mort le 31 mars 1920 à Bonn, est un général allemand, commandant des forces coloniales en Afrique orientale allemande puis dans le Sud-Ouest africain, où il a organisé et perpétré la répression qui aboutit au Génocide  des Hereros et des Namas.

## Biographie
Né à Magdebourg, capitale de la province de Saxe, Trotha rejoint le 2e régiment à pied de la Garde de  l'armée prussienne en 1865 et a combattu dans les guerres austro-prussienne et franco-prussienne, pour lesquelles il fut récompensé de la Croix de fer 2e classe. Il épousa Bertha Neumann le 15 octobre 1872 et continua à gravir les rangs de l'armée prussienne.
En 1894, il est nommé commandant des forces coloniales en Afrique de l'Est allemande. Sa notoriété s'accroît grâce à la répression brutale qu'il exerce contre les mouvements de rébellion africains puis quand il dirige un corps expéditionnaire en Chine surtout contre la révolte des Boxers. Cette réputation le fait nommer commandant en chef du Sud-Ouest africain allemand, le 3 mai 1904, avec pour mission de réprimer la révolte herero.
Le 11 juin 1904, Trotha débarque dans le Sud-Ouest africain. La guerre contre les Hereros fait alors rage depuis cinq mois et les troupes allemandes ont peu de victoires à leur actif. Il sous-estime dans un premier temps la combativité et l'intelligence des Hereros, censés n'être que « des sauvages », et les pertes en vies humaines parmi les troupes allemandes continuent à augmenter. En octobre, il opte alors pour une nouvelle tactique militaire. À la bataille de Waterberg, il fait encercler les Hereros de trois côtés, ne leur laissant qu'une seule issue pour fuir : le désert du Kalahari.
Alors que les Hereros essayaient d'y trouver refuge, Trotha fit empoisonner les points d'eau, dressa des postes de garde à intervalles réguliers avec ordre de tirer sans sommation à la vue de chaque homme, femme ou enfant herero. Des milliers d’entre eux moururent de soif au fin fond du désert. Pour être encore plus clair, Trotha signa le 2 octobre 1904 un ordre d'extermination (Vernichtungsbefehl) :

« Moi, le général des troupes allemandes, adresse cette lettre au peuple herero. Les Herero ne sont plus dorénavant des sujets allemands. Ils ont tué, volé, coupé des nez, des oreilles et d’autres parties de soldats blessés, et maintenant, du fait de leur lâcheté, ils ne se battent plus. Je dis au peuple : quiconque nous livre un Herero recevra 1 000 marks. Celui qui me livrera Samuel Maharero [le chef de la révolte] recevra 5 000 marks. Tous les Herero doivent quitter le pays. S’ils ne le font pas, je les y forcerai avec mes grands canons. Tout Herero découvert dans les limites du territoire allemand, armé ou désarmé, avec ou sans bétail, sera abattu. Je n’accepte aucune femme ou enfant. Ils doivent partir ou mourir. Telle est ma décision pour le peuple Herero. »

.

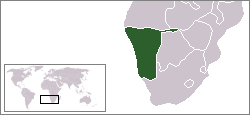
Localisation de l'Afrique du Sud-Ouest allemande.

Quand les actions de Trotha furent connues de l'opinion publique allemande, un mouvement de répulsion s'empara de la population, ce qui amena le chancelier Bernhard von Bülow à demander au Kaiser Guillaume II de démettre Trotha de son commandement. L'ordre fut donné trop tard, alors que les survivants hereros étaient parqués dans des camps de concentration, comme le camp de concentration de Shark Island, ou servaient de main-d'œuvre bon marché. Beaucoup moururent de malnutrition ou de dysenterie.
La population herero, estimée à 80 000 âmes avant le début de la guerre fut réduite à 15 000 individus en 1911.
Le 19 novembre 1905, Trotha revint en Allemagne et devint général d'infanterie en 1910. Veuf depuis 1905, il se remaria avec Lucy Goldstein Brinkmann le 19 mai 1912. Il mourut le 31 mars 1920 à Bonn.

## Héritage
L'ombre du général Lothar von Trotha plane sur le chapitre 9 du roman V. de Thomas Pynchon, publié en 1963.
Redécouverte dans les années 1990, cette guerre coloniale menée par Trotha fut qualifiée rétroactivement de premier génocide du XXe siècle. Son plan d'extermination des Hereros a été comparé par certains historiens au plan d'extermination des Juifs mené par les Nazis.
Le 16 août 2004, le gouvernement allemand présente ses excuses officielles, historiques et morales pour ces atrocités, qualifiées dans un communiqué signé par la ministre allemande déléguée à la Coopération de « génocide ».
En octobre 2006, le conseil municipal de Munich décide de débaptiser une rue appelée von Trotha (depuis 1933 par les autorités nazies) pour lui donner le nom de « Hererostraße » (rue des Héréros).
En 2007, les descendants de von Trotha viennent en Namibie présenter leurs excuses aux chefs Héréros. 
En mai 2021, l'Allemagne reconnaît ses crimes en Namibie : « L’Allemagne reconnaît avoir commis un "génocide" en Namibie pendant l'ère coloniale : "Nous allons demander pardon". L’Allemagne a pour la première fois reconnu, vendredi 28 mai 2021, avoir commis un "génocide" contre les populations des Herero et Nama en Namibie, dans ce territoire africain colonisé par l’Allemagne de 1884 à 1915. Berlin va verser au pays plus d'un milliard d’euros d’aides au développement, qui doivent profiter en priorité aux descendants des deux populations. "Nous qualifierons maintenant officiellement ces événements pour ce qu'ils sont du point de vue d’aujourd’hui : un génocide", a déclaré le ministre allemand des Affaires étrangères, Heiko Maas ».